# フアン・カルロス・カルセド
フアン・カルロス・カルセド・マルドネス（Juan Carlos Carcedo Mardones、1973年8月19日 - ）は、スペイン・ラ・リオハ州ログローニョ出身の元サッカー選手、現サッカー指導者。現役時代のポジションはMF。

## 選手経歴
1993-94シーズン、当時セグンダ・ディビシオンBに所属していたCEルスピタレートにてプロデビューを果たした。1996年夏にはアトレティコ・マドリードのBチームに移籍し、3シーズンを過ごすがトップチーム出場は叶わず、1999年にキャリア初の海外移籍でOGCニースに加入した。2000-01シーズン、レンタルでアトレティコ・マドリードに復帰し、トップチームで11試合に出場した。2002年にニースを退団後はCDレガネスとUDラス・パルマスに短期間在籍して現役を引退した。

## 指導者経歴
引退後はCDレガネス時代に同僚だったウナイ・エメリのアシスタントコーチとしてエメリの監督業に従事し、バレンシアCFやパリ・サンジェルマンFC、アーセナルFCでの指導を経験した。
2020年8月2日、エメリの下から独り立ちしてUDイビサの監督に就任した。就任1シーズン目にしてセグンダBにいたイビサをセグンダ・ディビシオンへと昇格させると、2シーズン目も続けて指揮を任された。しかし、2021年12月18日、6試合連続で勝利を逃すなど、成績不振に陥ったことで解任された。
2022年5月31日、セグンダのレアル・サラゴサの監督に招聘された。